# Gustav Theodor Friedrich Derscheid

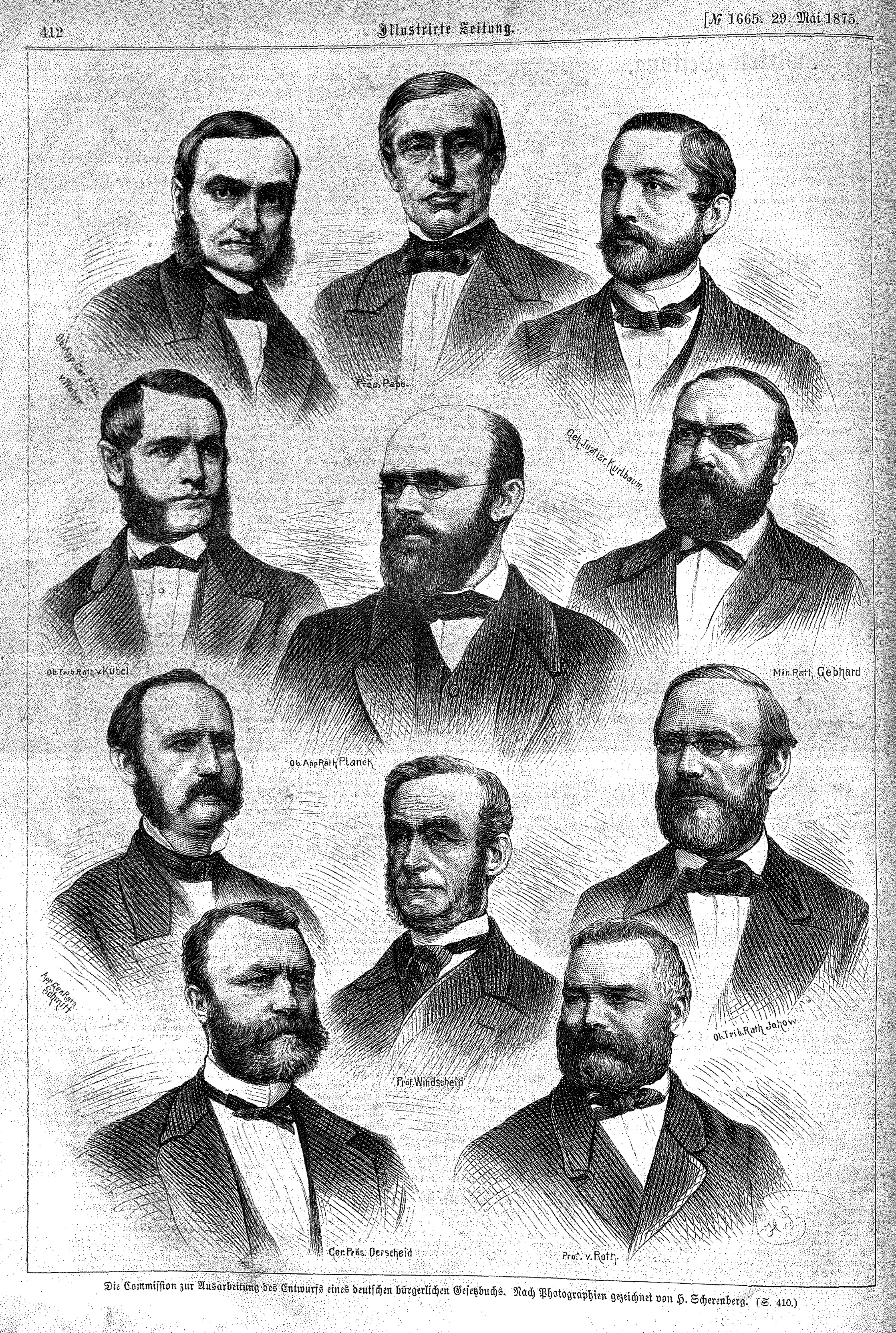
Derscheid in der Kommission für das BGB (Stich von Hermann Scherenberg, 1875)

Gustav Theodor Friedrich Derscheid (* 18. August 1827 in Trier; † nach 1890) war ein deutscher Reichsgerichtsrat.

## Leben
Sein Vater war der evangelische Regierungssekretär Wilhelm Derscheid. Nach dem Studium in Bonn und Berlin legte er 1847 das Auskultatorexamen ab. 1850 bestand er das Referendarexamen in Köln mit „gut“. Das Assessorexamen legte er 1854 in Berlin ab. Danach war er Assessor am Landgericht Trier. 1856 wurde Derscheid an das Friedensgericht in Wittlich versetzt und 1857 zum Friedensrichter ernannt. 1869 wurde er zum Landgerichtsrat in Saarbrücken befördert. 1871 wurde er Rat am neu geschaffenen Appellationsgericht Colmar, 1874 wurde er Landgerichtspräsident dort. Im selben Jahr wurde er in die 1. BGB-Kommission berufen. 1879 wechselte Derscheid in den II. Zivilsenat des Reichsgerichts, dem er bis zu seinem Ruhestand 1890 angehörte.